# Jeroen Boere
Pour les articles homonymes, voir Boere.
Jeroen Boere est un footballeur néerlandais né le 18 novembre 1967 et mort le 16 août 2007. Il évoluait au poste d'attaquant.